# Jorge Socías
Jorge Luis Alberto Socías Tuset (6 ottobre 1951) è un allenatore di calcio ed ex calciatore cileno, di ruolo attaccante.

## Carriera
Con la Nazionale cilena ha preso parte ai Mondiali 1974.